# Accordéon de Styrie
L'accordéon de Styrie est un accordéon diatonique doté de boutons et d'un soufflet. Il produit deux sons par touche selon le sens du soufflet (bi-sonore). Il est surtout utilisé par les instrumentistes de la musique folklorique et populaire d'Autriche, de République tchèque, de Slovénie, de Bavière, du Tyrol du sud, mais aussi par des musiciens d'autres pays.
Les principales différences entre l'accordéon de Styrie et les autres accordéons diatoniques résident surtout dans la richesse de ses basses, et par la présence d'un bouton par rangée, nommé un Gleichton (c'est-à-dire « même note »), qui produit la même note dans les deux sens d'utilisation du soufflet.
Le nom de cet instrument n'a pas grand-chose à voir avec le Land de Styrie car il a été inventé à Vienne. Parce qu'il est un instrument diatonique, il est particulièrement adapté pour interpréter la musique populaire des Alpes autrichiennes. A Vienne, dans le langage courant, la « musique de Styrie » désignait la musique rurale, le nom de l'instrument provient de l'usage auquel il était employé. 
L'accordéon de Styrie est parfois utilisé par les instrumentistes de Schrammelmusik, mais il ne faut pas le confondre avec l'accordéon Schrammel, un accordéon chromatique, qui était traditionnellement utilisé, mais qui n'est plus fabriqué aujourd'hui.